# Нарди

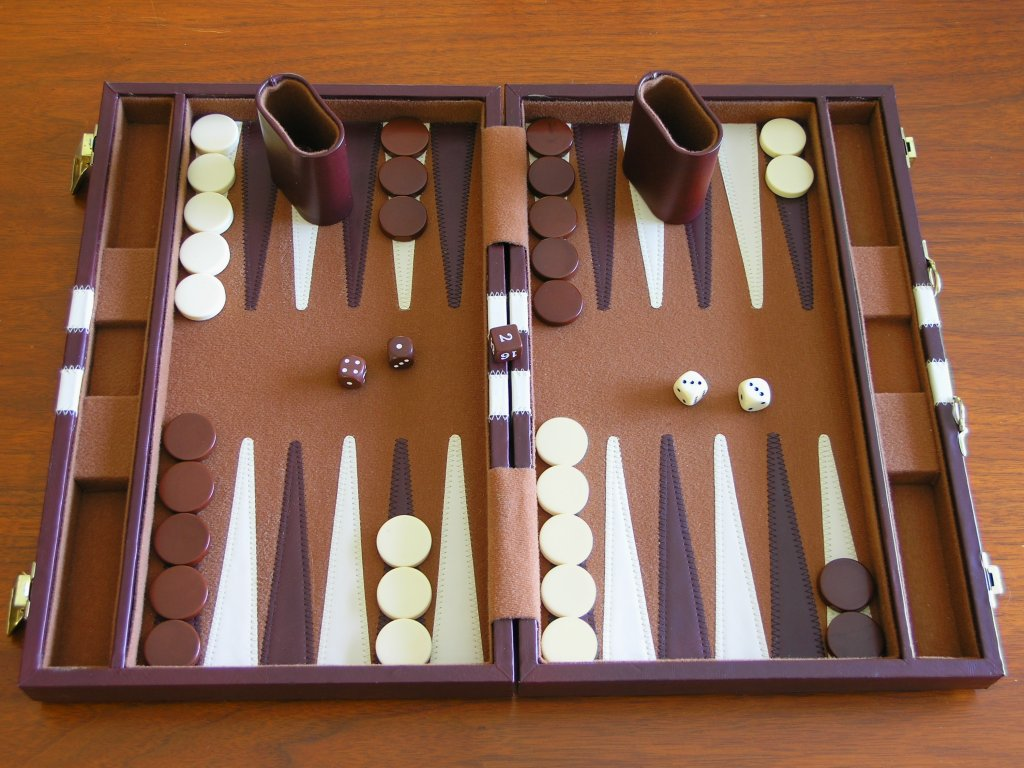
Дошка для гри в нарди. У цьому випадку розкладене початкове розташування шашок для коротких нард

На́рди — збірна назва настільних ігор для двох гравців на спеціальній дошці, розділеній на дві половини. Ціль гри — кидаючи кісточки та пересуваючи шашки відповідно до очок, що випали, пройти шашками повне коло по дошці, зайти ними до своєї хати, а отже викинути їх за дошку раніше, ніж це зробить суперник. Існує два основних різновиди — довгі та короткі нарди.